# CJ's Elephant Antics
CJ's Elephant Antics è un videogioco a piattaforme pubblicato nel 1991 per Amiga, Atari ST, Commodore 64 e ZX Spectrum e nel 1993 per MS-DOS dall'editrice a basso costo Codemasters. Si controlla il piccolo elefante cartonesco CJ attraverso vari luoghi del mondo come Parigi e l'Egitto.
Nel 1992 il gioco uscì anche per console NES, ma soltanto all'interno della raccolta di inediti Quattro Arcade.

## Modalità di gioco
Si controlla un elefantino in un grande e intricato scenario bidimensionale a scorrimento multidirezionale, con molte piattaforme di varie dimensioni.
L'elefante può camminare a destra e sinistra e saltare. Per combattere i nemici può sparare arachidi in orizzontale dalla proboscide, con gittata e munizioni illimitate. Può lanciare bombe, che fanno una corta traiettoria a parabola e uccidono in un sol colpo, ma queste sono in quantità limitata e inizialmente non se ne hanno affatto. Quando l'elefante cade da un'altezza rilevante apre un ombrello per rallentare e atterrare senza danni; mentre scende si può deviare a destra e sinistra, ma non si può sparare.

## Serie
CJ's Elephant Antics diede inizio a una serie su CJ e fu seguito da CJ in the USA (1991), uscito per gli stessi computer, e da CJ: Elephant Fugitive (1994) per console Game Gear.
Il seguito per computer previsto nel 1992 era CJ in Space, che non si è mai concretizzato. Un ulteriore seguito previsto per computer era CJ's Island Antics, anche noto come CJ's 4th Adventure, anch'esso infine non pubblicato; però era stato effettivamente sviluppato per Commodore 64, non dagli stessi autori dei predecessori, e uscì nel 1995 con il titolo Jimbo, senza più riferimenti alla serie di CJ, sulla rivista con floppy tedesca Magic Disk 64.
Per Commodore 64 esiste anche CJ in House of Fun (1992), ma è un seguito non ufficiale e non commerciale realizzato con SEUCK.